# Plinius mladší
Gaius Plinius Caecilius Secundus, známý jako Plinius minor, česky Plinius mladší, (61 – 113 Novum Comum, Itálie) byl římský spisovatel a právník.
Jako mladý přišel o otce, proto byl vychován matkou a svým strýcem Pliniem starším, který jej adoptoval. Získal řečnické a právnické vzdělání. Jako obhájce se stal poměrně známý. Sloužil jako vojenský tribun v Sýrii, potom se věnoval státní službě.
V letech 89–90 byl císařovým quaestorem, 91–92 byl tribunem lidu a roku působil ve funkci praetora. Roku 100 zastával konzulát. V letech 111–113 byl císařský legát s prokonzulskou pravomocí provincii v Bithýnii. Za působení v tomto úřadě byl Plinius nucen podílet se na pronásledování křesťanů, jak o tom svědčí jeden z jeho dopisů císaři Trajánovi.

## Dílo
Svou literární činnost začal vydáváním svých řečí (které trochu upravoval), potom vydal svou korespondenci (epistulae – listy) a básně.
Zachovala se pouze tato díla:
- Panegyricus, chvalořeč na císaře Traiana
- Listy, jedná se o korespondenci z let 98–108, je to 247 (s desátou knihou 368) dopisů, které jsou rozděleny do devíti knih. Probírá zde jednání císaře, které chválí, sloh této korespondence se stal vzorem panegyristů. Najdeme zde jak dopisy o výbuchu Vesuvu roku 79, tak i o smrti jeho strýce, příhodu o delfínu vozícím děti a korespondenci s císařem Traianem, rodinou i přáteli. Diskutuje se, že některé dopisy mají fiktivní adresáty, aby v nich Plinius mohl vyjádřit své názory na společnost a literaturu. Jeho vzorem byly Ciceronovy listy. Na tyto knihy navazuje další (desátá) kniha, vydaná až po jeho smrti, tj. o 121 jeho dopisů s císařem.

Jeho poetické pokusy se nezachovaly, ale z některých ukázek lze soudit, že nebyly příliš kvalitní.